# إسبانيا في الألعاب الأولمبية الصيفية 1988
شاركت إسبانيا في دورة الألعاب الأولمبية الصيفية 1988، التي أقيمت في سيول بكوريا الجنوبية، في الفترة الممتدة من 17 سبتمبر حتى 2 أكتوبر، بوفد قوامه 229 رياضي (200 رجل و29 امرأة) في 24 رياضة.
حصد إسبانيا 4 ميداليات في هذه الدورة (1 ذهبية، 1 فضية، 2 برونزية) محتلاً المرتبة 25 في الترتيب النهائي بين 160 دولة مشاركة.

## قائمة الميداليات
| الميدالية | الرياضي                                     | المنافسة   | المسابقة           |
| ذهبية     | خوسيه لويس دوريستي                          | الشراع     | Finn - رجال        |
| فضية      | سيرخيو كاسال مارتينث إميليو سانتشيث فيكاريو | كرة المضرب | زوجي - رجال        |
| برونزية   | سيرخيو لوبيث ميرو                           | سباحة      | 200 متر ظهر - رجال |
| برونزية   | خورخي غوارديولا آي                          | الرماية    | سكيت - رجال        |